# 橘岷江
橘 岷江（たちばな みんこう、生没年不詳）とは、江戸時代の浮世絵師。

## 来歴
師系不明、名は正敏。岷江、玉樹軒、通一居と号す。もとは京都の人で縫箔師であったが、後に江戸に移った。作画期は明和から天保のころにかけてで、明和2年（1765年）に江戸で大小暦の摺物が流行したとき若干の制作を残す。画風は西川祐信風とも鈴木春信風ともいわれる。明和7年（1770年）版行の絵本『彩画職人部類』には吹きぼかしを用いており、彩色に新機軸を打ち出したと評されている。なお享保15年（1730年）、将軍徳川吉宗が長崎奉行にビードロの製法を上申させているが、『彩画職人部類』には簡単な坩堝を使ってビードロを吹いている図が描かれている。

## 作品
- 「狐の嫁いり」　絵暦摺物　※明和2年
- 『郭中奇譚』一冊　洒落本、臼岡先生作。明和6年（1769年）刊行　※岷江挿絵
- 『彩画職人部類』　絵本、明和7年刊行　※岷江挿絵
- 『種芋頭』（折句袖かがみ）一冊　雑俳書、天保5年（1834年）刊行